# یوزف شنک
یوزف شنک (انگلیسی: Jakob Schenk; ۳۱ مارس ۱۹۲۱ – ۲۲ آوریل ۱۹۵۱) دوچرخه‌سوار اهل سوئیس بود.